# Château de Drottningholm
Le château de Drottningholm est la résidence officielle privée de la famille royale suédoise. Il se situe à Drottningholm, sur l'île de Lovön du lac Mälar, dans la commune d'Ekerö, à l'ouest de Stockholm. Le roi Charles XVI Gustave et la reine Silvia en ont fait leur résidence officielle depuis 1981, dans l'aile sud du château.

## Présentation
Drottning signifie « reine » en suédois, et holm, île en vieux suédois ; le nom du château se traduit donc par l'« île de la reine ». Le nom du château remonte aussi loin que 1579, quand le roi Jean III fait construire un château pour son épouse Catherine Jagellon. Sur l'initiative de la reine consort Hedwige-Éléonore de Holstein-Gottorp, le château actuel est construit entre 1662 et environ 1750 comme une maison de plaisance, d'après les plans des architectes Nicodème Tessin l'Ancien, Nicodème Tessin le Jeune et Carl Hårleman. Le domaine de Drottningholm est propriété de l'État suédois depuis 1777 lorsqu'il l'acquiert de la reine Louise Ulrique. Depuis Gustave III, la famille royale suédoise a le droit de disposer du domaine. Le château et le parc ont évolué au fil du temps ; les différents styles dans la décoration et l'ameublement des pièces reflètent la succession des souverains qui y ont séjourné.
Le château de Drottningholm est le plus important de l'époque historique de l'empire suédois et le château le mieux préservé du pays. Le domaine de Drottningholm compte d'autres bâtiments, entre autres : le Pavillon chinois, le théâtre du château, la tour gothique. Le parc se constitue d'un jardin baroque et d'un parc à l'anglaise. Le parc et le château sont dans leur majorité ouverts au public, mais certains endroits sont réservés à la famille royale et donc privés. Chaque année, environ 700 000 personnes, venant de Suède et de l'étranger, visitent le domaine de Drottningholm.
Le château, ainsi que son théâtre, le pavillon chinois et les parcs et jardins attenants sont inscrits sur la liste du patrimoine mondial par l'UNESCO depuis 1991. Parmi les fabriques de jardin qui ornent la propriété, la « Tente tartare » a servi de modèle à celle du château de Groussay. Le pavillon chinois, quant à lui, a inspiré le village chinois du palais Alexandre à Tsarskoïe Selo. De plus, le château et la plupart des bâtiments du domaines sont classés byggnadsminne. L'Administration des biens immobiliers de l'État suédois (en suédois Statens fastighetsverk, SFV) gère le domaine, tandis que la Cour suédoise se charge du droit de disposition.

## Histoire du château

### XVIesiècle
À l'époque de Gustave Ier, il existait déjà sur l'île de Lovön des terres soumises à la couronne de Suède. Ce sont sur ces terres que le roi Jean III fit construire à partir de 1579 un château qui reçut le nom de Drottningholm. L'architecte désigné pour ce premier château fut Willem Boy. Peu après le début des constructions, la peste se déclara à Stockholm et les travaux furent retardés. La reine Catherine Jagellon était catholique et Drottningholm joua un rôle important comme lieu de refuge pour les derniers catholiques qui étaient poursuivis dans d'autres parties du pays.
Le château n'était pas encore achevé au moment du décès de la reine Catherine Jagellon en 1583. Jean III séjourna ensuite quelquefois à Drottningholm, la dernière fois durant l'été 1592. À partir de 1603, le château appartient à la reine Catherine Stenbock, puis après sa mort, aux reines Christine de Suède et Marie-Éléonore.
Vers 1650, Magnus Gabriel De la Gardie prit possession de Drottningholm, dont l'architecture et l'aménagement l'intéressait. Il entreprit même une restauration sous la direction de l'architecte Jean de la Vallée.
Lorsque Hedwige-Éléonore acquit le château en 1661, il s'agissait d'un bâtiment en pierre de deux étages dôté d'une tour, comptant plus de 20 pièces aux rez-de-chaussée et environ 10 pièces à l'étage. Il y avait aussi une chapelle et une grande salle avec 36 fenêtres.

### XVIIeetXVIIIesiècles
Le château du XVIe siècle brûla le 30 décembre 1661, la même année où Hedwige-Éléonore l'acheta. C'est l'architecte Nicodème Tessin l'Ancien qui obtint la mission de construire un nouveau château à partir des murs restant et du sous-sol voûté du château de Jean III. Les nouveaux plans étaient déjà présentés au printemps 1662, et la reine les acceptait. Ce plan suivait le modèle baroque de l'époque appelé "entre cour et jardin", où le corps de logis est situé entre une cour d'honneur et un jardin.
Au cours de la construction, Tessin l'Ancien continuait à dessiner les plans du reste du domaine. Les travaux avançaient relativement vite, grâce à une main-d'œuvre nombreuse. Outre des artisans professionnels, des soldats avaient été recrutés. Au total, il pouvait y avoir jusqu'à 400 hommes sur le chantier. 
Le château tenait debout mi-juin 1664 et le toit fut posé l'année suivante. La construction complète fait environ 160 m de long (tours aux angles comprises) et environ 50 mètres de large. La couleur de la façade était différente de celle d'aujourd'hui : les murs étaient peints en rouge tandis que les corniches et les menuiseries étaient grises. La partie centrale du château était surmonté d'une tour ornée d'une couronne, que l'on voit sur la gravure de Wilhelm Swidde de 1692, dans l'ouvrage Suecia antiqua et hodierna ; pourtant la tour fut déjà supprimée en 1686. Aujourd'hui, on ne voit plus qu'une petite tour couverte de cuivre ornée d'un mât pour drapeau. Les ailes que Tessin l'Ancien avait dessinées vers l'est, de chaque côté du petit port, n'ont jamais été construite, ni les balcons donnant sur le jardin.
Jusqu'en 1680, Tessin l'Ancien était l'architecte responsable du chantier. Après sa mort, c'est son fils, Nicodème Tessin le Jeune, qui récupère la mission. Il ne restait alors que la coupole nord et les parties adjacentes à construire. Même les travaux d'aménagement intérieur avait débuté. Le château de Drottningholm fut le grand chantier de Tessin l'Ancien.
Nicodème Tessin le Jeune eut pour responsabilité l'aménagement intérieur ; pour cela, il s'entoura des artistes les plus importants du pays, dont le peintre de bataille Johann Philip Lemke. La décoration intérieure du château de l'époque d'Hedwige Éléonore peut se partager en deux : la première avec un baroque extravagant sous Tessin l'Ancien, puis la seconde, plus simple, sous Tessin Le Jeune, qui trouvait que les décorations du château n'avait pas suivi la mode de l'époque.
Le bâtiment principal de Tessin, qui en apparence est influencé par le classicisme franco-hollandais, se compose d'une cage d'escalier magnifique et de salles d'apparat, tandis que les pièces à vivre sont placées dans les deux ailes. La décoration sculptée de la cage d'escalier fut confiée à Nicolaes Millich d'Anvers. Ses statues représentant Apollon et les muses furent livrées dans les années 1670 et 1680. Les stucs dans la cage d'escalier et sur les façades sont l'œuvre des sculpteurs italiens Giovanni et Carlo Carove. La chambre d'apparat d'Hedwige-Éléonore et la bibliothèque de style gustavien de Louise Ulrique ont été aménagées par l'architecte suédois Jean Eric Rehn. Dans cette bibliothèque, la reine rassemblait ces amis érudits, entre autres le naturaliste Carl von Linné, le mathématicien Samuel Klingenstierna, le linguiste Johan Ihre et l'historien Swen Lagerberg. À côté de la chambre d'apparat, on trouve le salon Ehrenstrahl décoré des figures allégoriques du peintre de la cour David Klöcker Ehrenstrahl. La chapelle du château de Drottningholm, située dans la tour nord, date également de l'époque d'Hedwige-Éléonore. Sa décoration intérieure, inspirée de Carl Hårleman, date d'une période ultérieure.
Le château de Drottningholm perdure en tant que château de dames royales et en 1744, il en est fait don en cadeau de mariage à Louise Ulrique lorsqu'elle épouse Adolphe-Frédéric, l'héritier du trône suédois. En 1745, elle donne à l'architecte Carl Hårleman pour mission de rajouter un étage sur les ailes nord et sud, comprenant des logements, une bibliothèque et une galerie de portraits. Les travaux se déroulèrent du printemps 1746 au milieu des années 1750. L'ajout de Hårleman fait révérence à l'architecture de Tessin, et aujourd'hui, on voit à peine qu'il s'agit d'une construction plus tardive. 
C'est aussi sur l'initiative de Louise Ulrique que le théâtre de Drottningholm est construit. Puis en 1737, elle demande à Carl Hårleman de dessiner les plans des écuries du château de Drottningholm, au nord de la chapelle. Les écuries sont agrandies plus tard en 1770 et en 1777, probablement d'après des dessins de Carl Fredrik Adelcrantz. Ce bâtiment abrite aujourd'hui la garde royale du château. Au nord du pavillon chinois, Louise Ulrique et Adolphe-Frédéric font construire un petit village industriel produisant du fer forgé, de la dentelle et de la soie. Ce village est aujourd'hui en partie préservé, avec ses maisons et bâtiments répartis le long de la "rue de Canton". 
Le jardin baroque a été créé d'après les dessins de Tessin le Jeune et est en grande partie préservé dans l'état jusqu'à nos jours. Déjà à l'époque de Jean III, il existait un jardin-potager situé au nord du château. C'est au milieu des années 1660 qu'Hedvige Éléonore fait faire un plan général pour un jardin de récréation plus grand à l'ouest du château. Ce plan, dessiné par Tessin l'Ancien, montrait un axe central bien marqué, perpendiculaire au château. Un nouveau plan proposé en 1681 par Tessin le Jeune place le jardin plus au nord. 
Les sculptures en bronze du parc sont l'œuvre d'un des artistes les plus importants de la Renaissance d'Europe du Nord : Adrien de Vries. Ces sculptures furent transportées comme butin de guerre à Prague et au château de Frederiksborg au Danemark, tandis que les lions en marbre par l'atelier italien à l'entrée principale du château furent transportés de Château d'Ujazdów à Varsovie. 
Il y a dans le domaine de Drottningholm aussi des logements pour le personnel et les invités du château. Le pavillon chinois avec la "Confidence" a remplacé en 1769 un petit pavillon en bois datant de 1753. De la même époque date "Lilla Kina", au numéro 11 de la rue de Canton, qui fut loué à vie à Sophie Hagman, la maîtresse officielle du prince Frédéric-Adolphe.  
La tente des gardes, dans le parc, a été dessinée par Carl Fredrik Adelcrantz et l'intendent de la Cour Jean Eric Rehn qui dirigea les travaux d'aménagement du pavillon chinois. Louise Ulrique avait beaucoup de dettes, ce qui la força en 1777 à vendre Drottnongholm ainsi que ses collections à l'état suédois. 
L'entretien du château fut négligé jusqu'à ce que le roi Gustave III commanda un parc à l'anglaise à l'architecte Fredrik Magnus Piper. De cette époque-là date également la "tour gothique", le seul monument qui fut réalisé parmi plusieurs prévus. 
C'est sous Gustave III que le théâtre de Drottningholm connut son âge d'or. Il prit l'initiative d'agrandir le théâtre avec un Salon de déjeuner, dont Louis Jean Deprez fit le plan en 1791. Ce salon fut rénové à la fin des années 1990 par Administration des biens immobiliers de l'État Suédois (en suédois Statens fastighetsverk, SFV) dans son état original de 1791. 
Gustav III compléta aussi la place devant le théâtre que Louise Urique avait amorcé. À gauche, on construisit deux bâtiment en pierre d'après des dessins de C.F. Adlecrantz (appelées aujourd'hui l'Aile du maréchal de la Cour et le Pavillon de la Reine). À droite, deux bâtiments en bois qui existaient déjà depuis les années 1760 (aujourd'hui appelées le Pavillon de l'église et le Pavillon de chasse), ont été enduites de plâtre pour mieux se fondre dans le reste des bâtiments en pierre. C'est aussi à Gustave III que l'on doit le Salon chinois qui avec ses chinoiseries constitue un bon exemple de l'intérêt du XVIIIe siècle pour l'exotisme. On peut y voir entre autres un poêle dans un style chinois.  
Gustave III fit aussi en sorte que la route entre Stockholm et l'île Lovön, aujourd'hui appelé la route de Drottningholm (Drottningholmsvägen en suédois). Ce fut un imposant projet d'infrastructure, incluant la construction de plusieurs ponts, ancêtres des ponts d'aujourd'hui de Traneberg, de Nockeby et de Drottningholm. L'architecte de ces trois ponts fut aussi C.F. Adlecrantz. Auparavant, on se rendait à Drottningholm en passant par Solna et Bromma, d'où il fallait prendre un bateau pour Lovön. Gustave III séjournait souvent au château de Drottningholm l'été, mais le reste de l'année, il préférait le parc Haga.

### Les décorations de façades
Mi-juin 1664, le château était construit et la décoration des façades commença. Le stucateur italien Giovanni Carove est l'auteur des écus avec les armes suédoises et d'Holstein-Gottorp, des moulures de couronnement richement ornées de têtes de lion, de tasseaux et d'aigles. À partir de 1665, il se chargea également des stucs de la cage d'escalier, avec Mario Carove (probablement son frère). 
Les sculpteurs Johan Larsson Wimmer et Johan Köpfe créèrent les statues à moitié allongées couronnant quatre fenêtres, deux sur la façade Est, deux autres sur la façade Ouest. Au-dessus de l'entrée qui donne sur les jardins, on plaça des sculptures antiques provenant du Palais royal de Stockholm ; en 1966, on les plaça au Musée des antiques de Gustave III et on les remplaça par des copies. Il est probable qu'il était prévu de remplir les niches de sculptures, mais cela ne fut jamais réalisé.

### XIXeetXXesiècles
Gustave IV Adolphe préférait Haga et le château de Haga et Drottningholm ne fut pas habité pendant longtemps, mais on l'utilisa de temps en temps pour des fêtes. 
Sous Charles XIV Johan, l'architecte Per Axel Nyström reconstruisit en 1834 les ailes dites « du lac et économique ». Le château commençait à tomber en ruines et on vendait même une partie des meubles aux enchères.
Oscar Ier commença une rénovation du château, en partie sur ses fonds privés. Pour la Salle du trône (Rikssal en suédois), la reine Joséphine commanda des portraits des souverains européens contemporains et transforma cette salle, avec l'aide de l'architecte Fredrik Wilhelm Scholander, en une magnifique galerie et salle de fêtes. À l'étage supérieur, la « Salle de pierre » (Stensalen en suédois) fut aménagée à la mémoire de Charles XIV Johan et à ses actions pacifiques. Cette salle fut réaménagée sous Gustave V et elle est aujourd'hui utilisée par la famille royale de Suède pour fêter Noël. Elle n'est pas accessible au public.
Charles XV n'apporta pas de changements importants, puisqu'il se concentra surtout sur l'aménagement du château d'Ulriksdal, mais il vivait dans les appartements de Louise Urique, de même que son fils Oscar II. Ce dernier prit l'initiative de la « salle d'Oscar » (Oskarssalen en suédois) et de la « salle de Porcelaine » (Porslinsrummet en suédois), avec l'aide d'Agi Lindegren en tant qu'architecte.   
Ce n'est que lorsque Gustave V devint roi en 1907 que le château de Drottningholm fut restauré plus sérieusement, avec Erik Lallerstedt comme architecte. Les travaux eurent lieu jusqu'en 1911 et la même année à l'automne, le roi et la reine Victoria y emménageaient. Le roi avait ses appartements dans l'aile nord-est, tandis que la reine habitait l'aile nord-ouest. À cette occasion-là, une grosse partie de l'ameublement fut changé.
Sous Gustave VI Adolphe, les changements apportés ne changèrent en rien le caractère du château, mais le modernisa. Il préférait vivre avec la reine Louise dans la partie sud du château.
Depuis 1981, le château de Drottningholm constitue la résidence officielle du roi Charles XVI Gustave et de la reine Silvia. Ils quittèrent alors les appartements de la princesse Sibylle au Palais royal de Stockholm pour l'aile sud de Drottningholm. La princesse héritière Victoria et le prince Daniel habitent depuis 2010 dans le château de Haga, dans le parc Haga.
Les cascades créées par Tessin en 1685, qui ne fonctionnaient pas et qui furent détruites dans les années 1820, ont été reconstruites lorsque le jardin baroque fut rénové sous Gustave VI Adolphe, sous la direction de l'architecte Ivar Tengbom et furent inaugurées en 1961. À l'aide d'un système de pompes moderne couplé aux canalisations d'époque, les cascades et la fontaine adjacente appelée « la Couronne » (Kronan en suédois) fonctionnent désormais selon les plans d'origine.

## Galerie

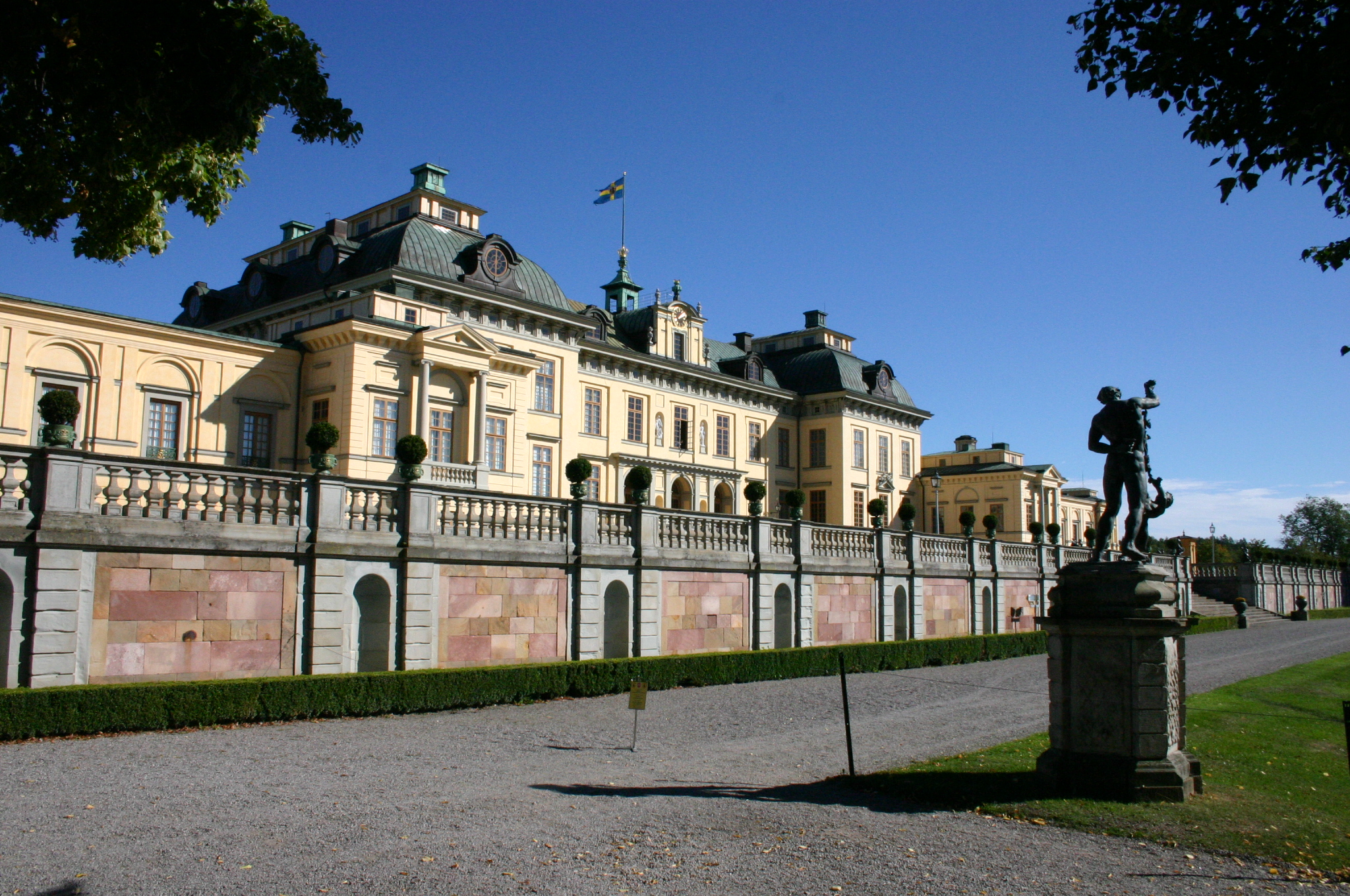
Palais Drottningholm, arrière.
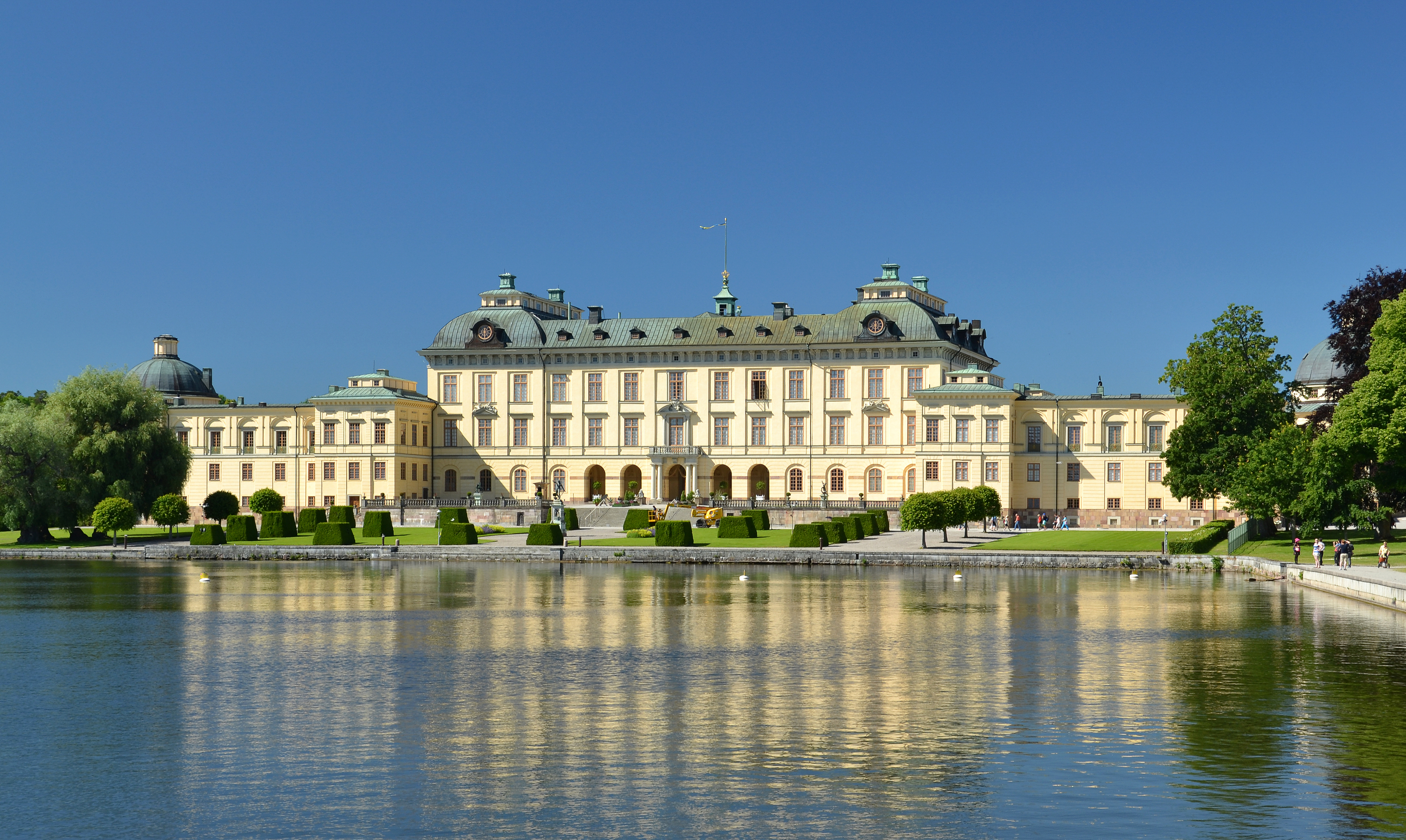
Façade est.
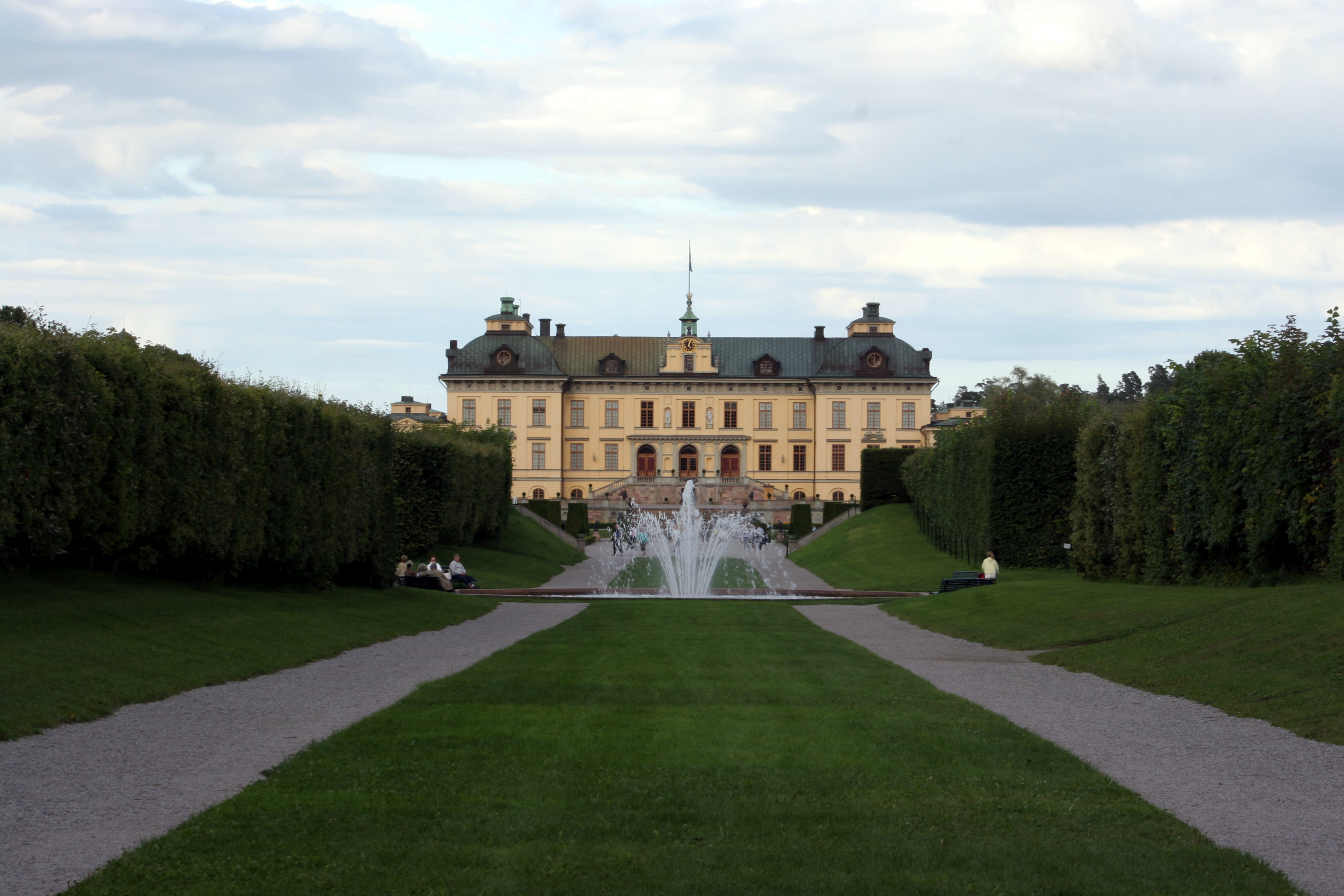
Avenue devant le palais.
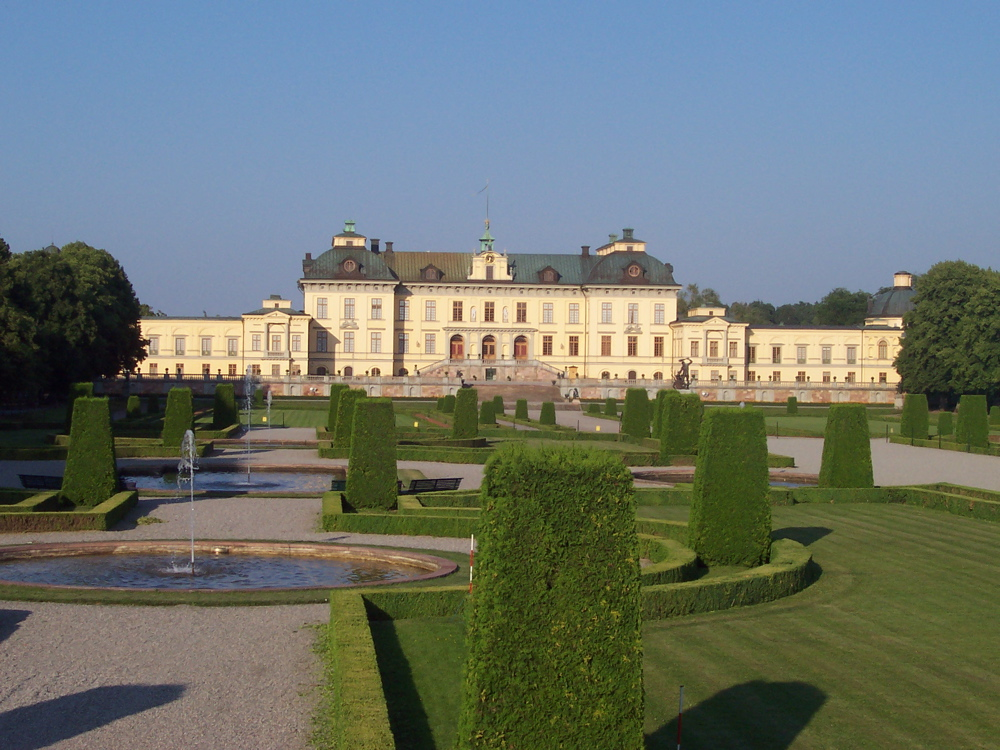
Les lignes strictes d'un jardin baroque.
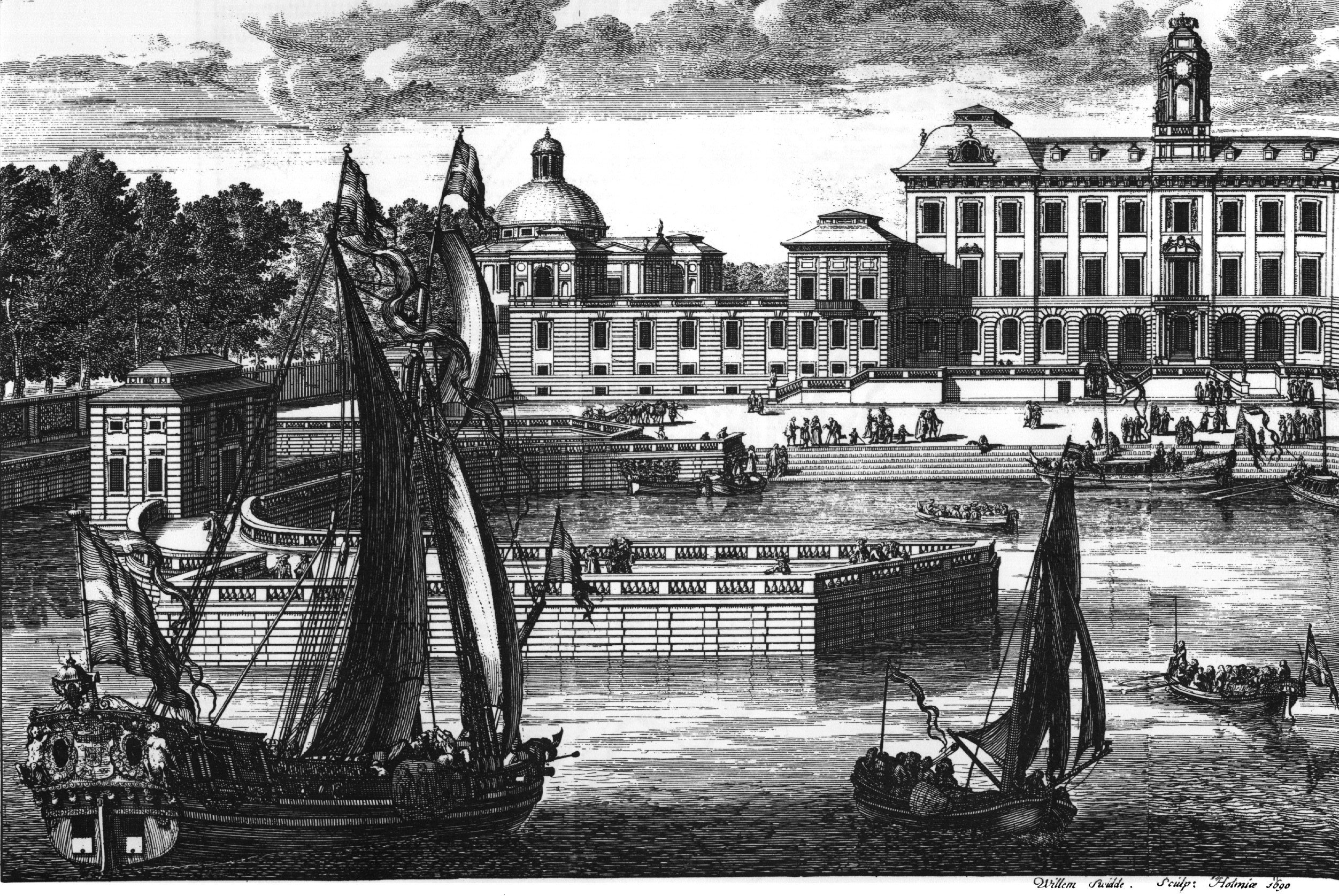
Gravure, c. 1700.
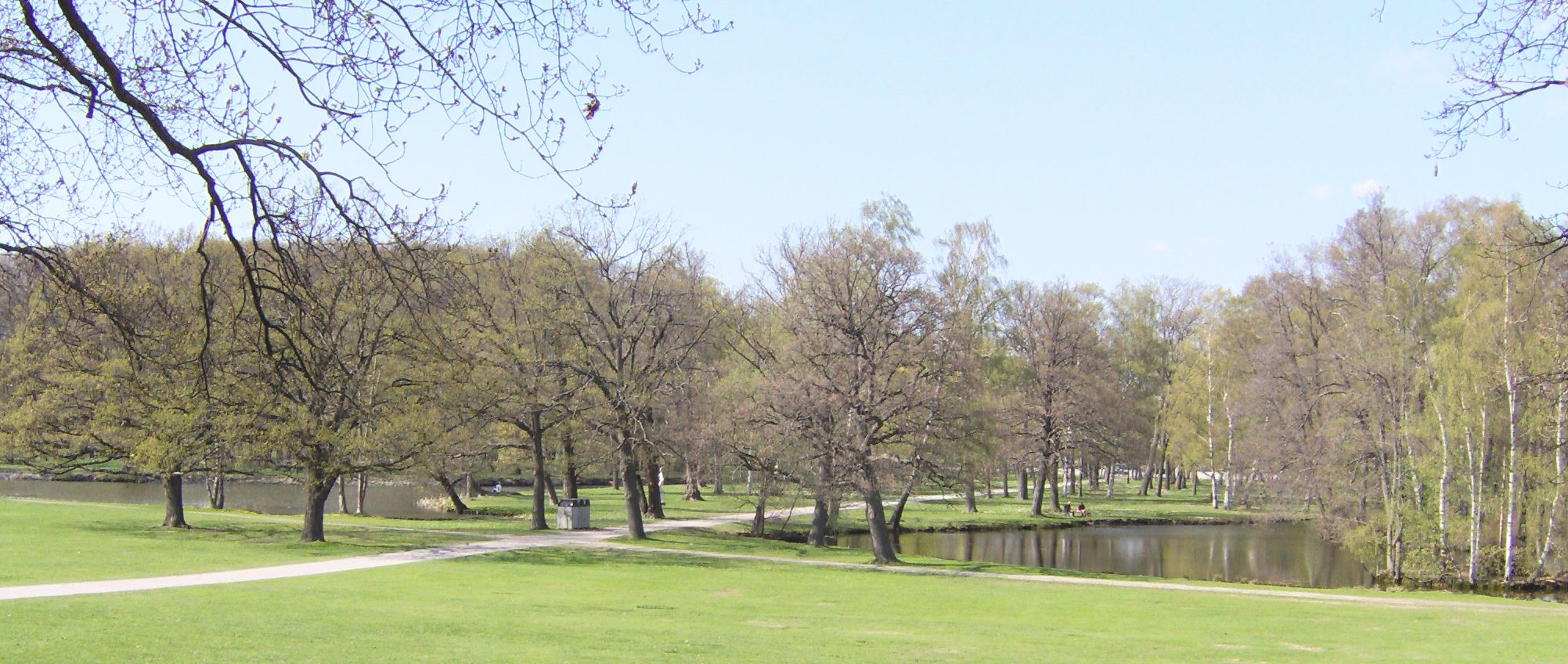
Jardin anglais.
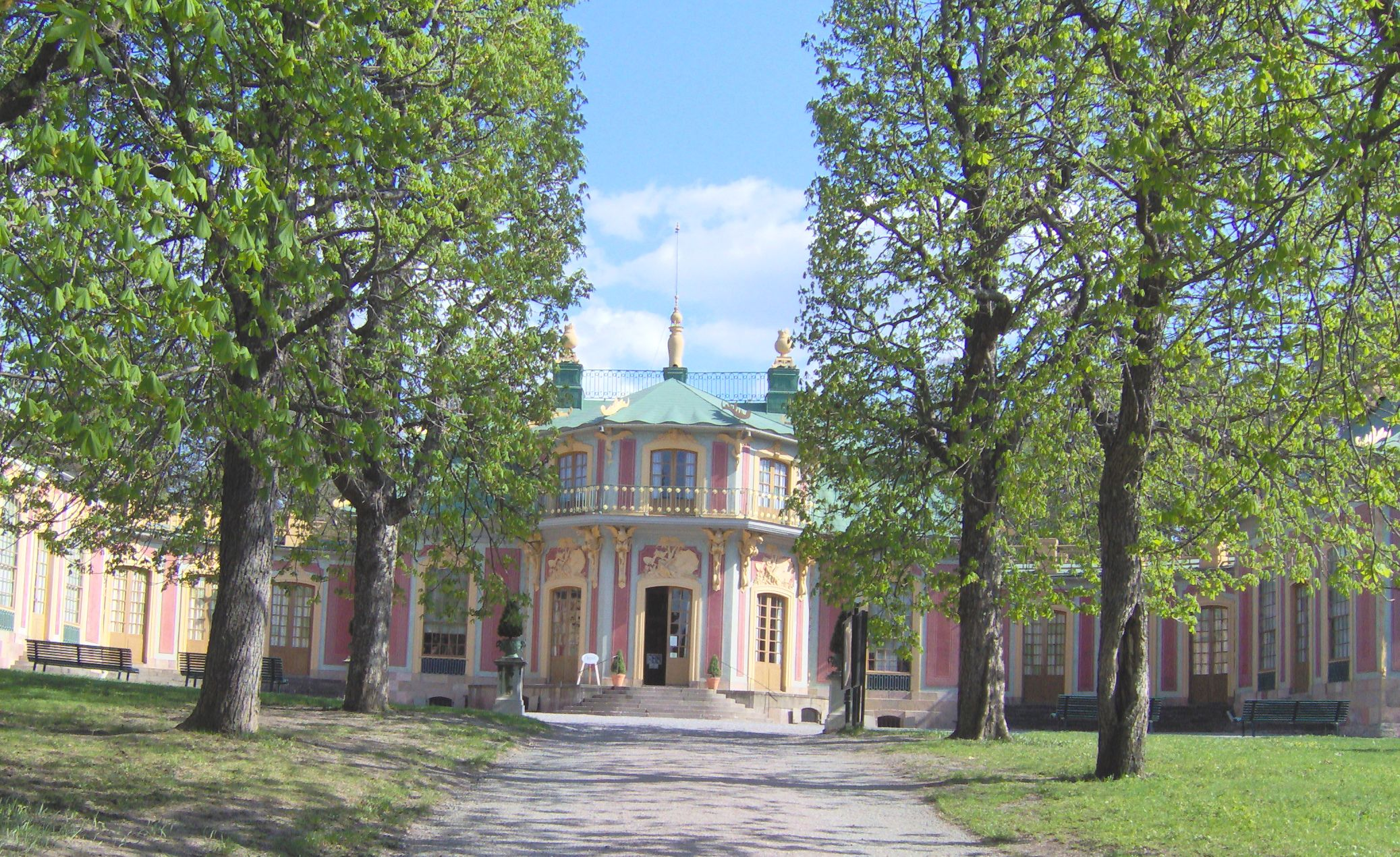
Pavillon chinois.
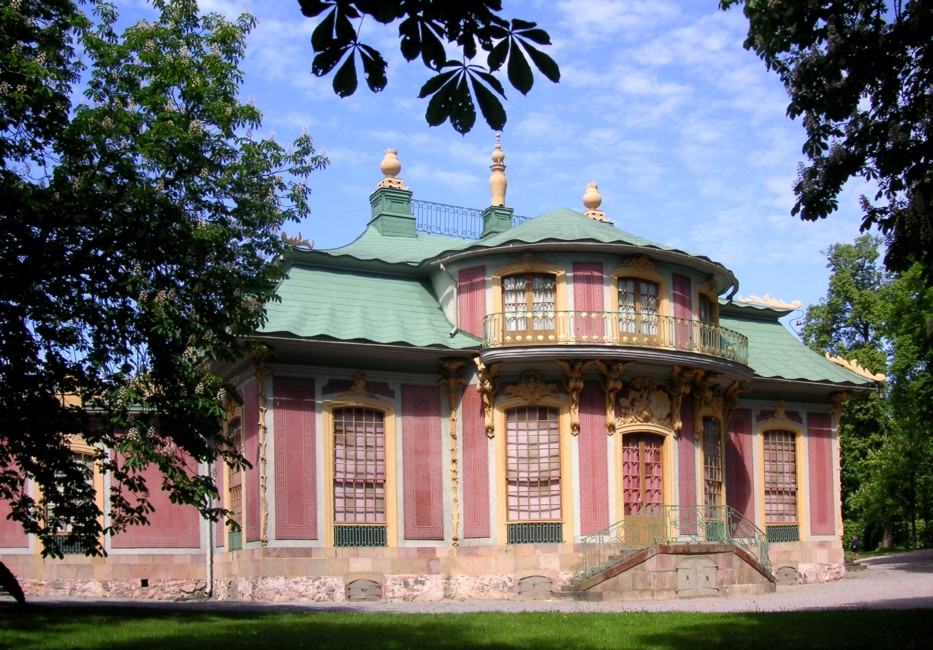
Pavillon chinois (Kina Slott).
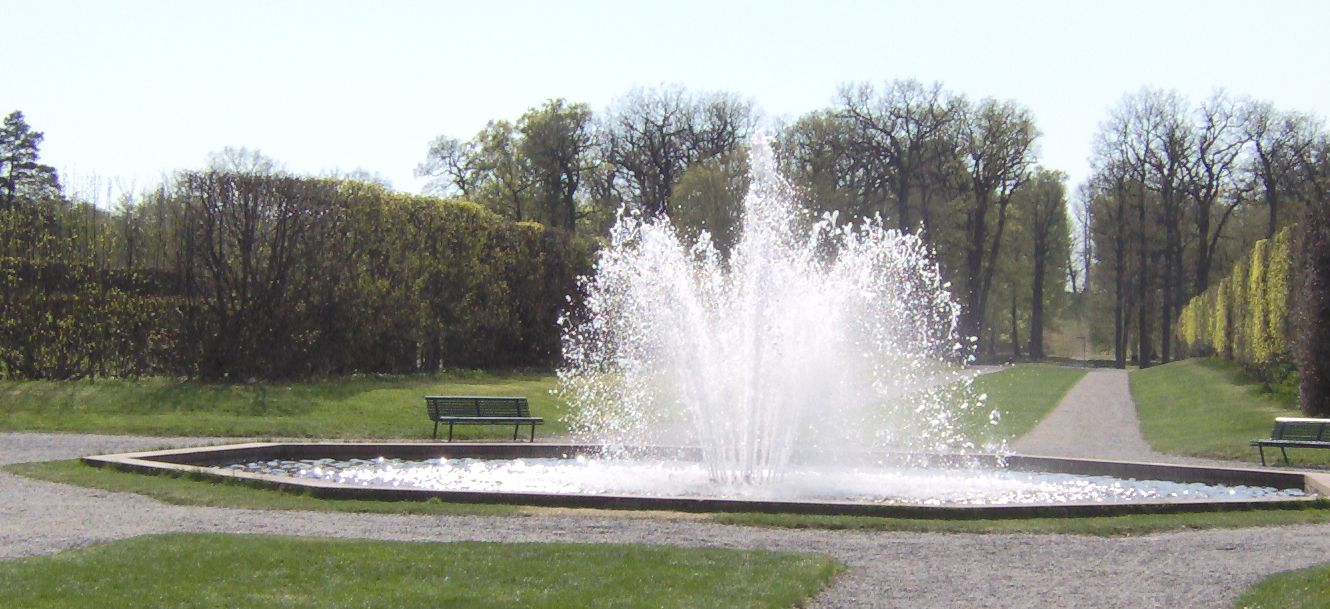
Fontaine.
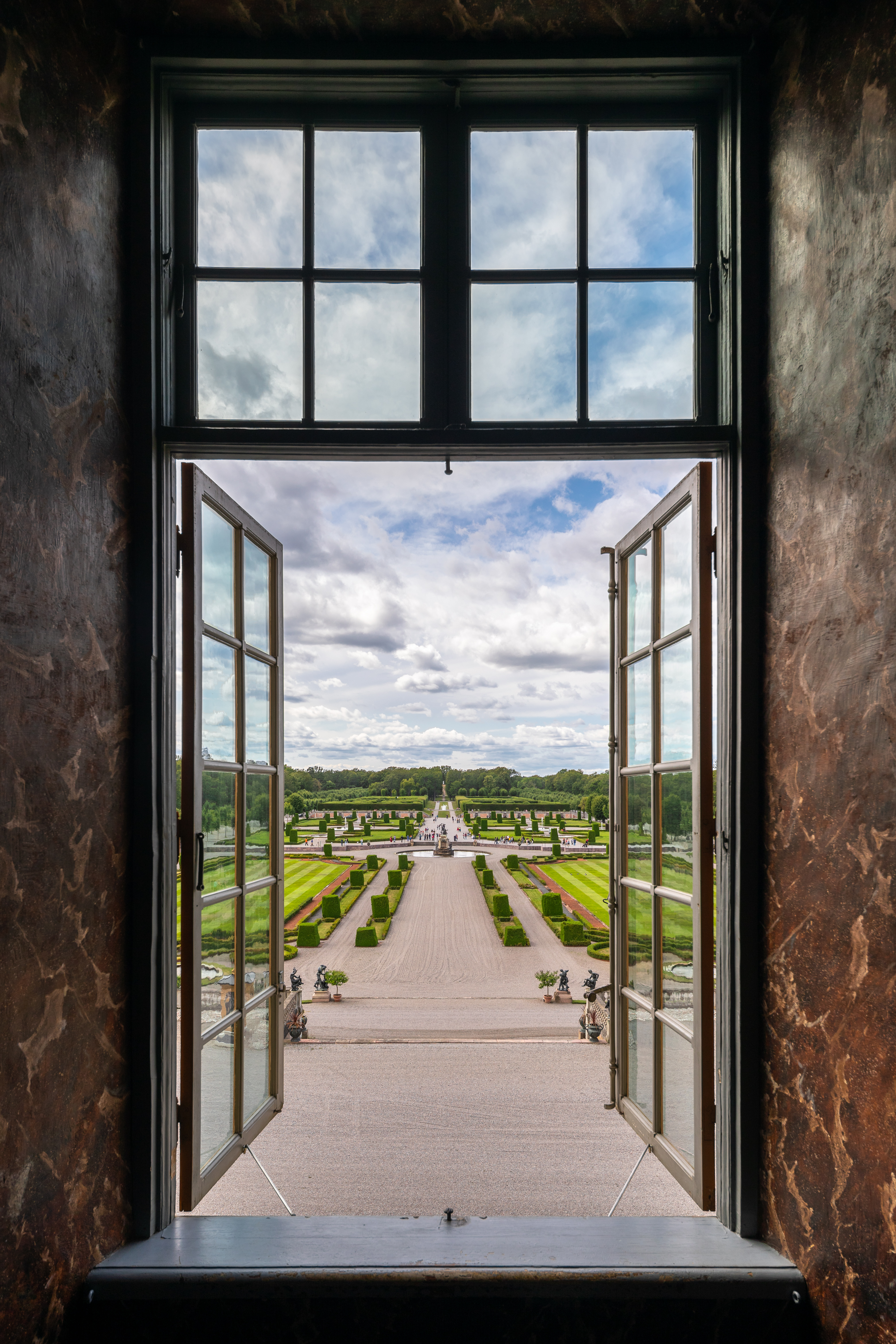
Le jardin baroque du château vu d'une fenêtre.